# Bathylinyphia maior
Bathylinyphia maior là một loài nhện trong họ Linyphiidae.
Loài này thuộc chi Bathylinyphia. Bathylinyphia maior được Wladislaus Kulczynski miêu tả năm 1885.